# Військовий коледж сержантського складу (НАСВ)
Військовий коледж сержантського складу Національної академії сухопутних військ імені гетьмана Петра Сагайдачного (скор. ВКСС НАСВ) — заклад фахової передвищої військової освіти, створений на базі Національної академії сухопутних військ імені гетьмана Петра Сагайдачного у 2008 році для підготовки сержантів.

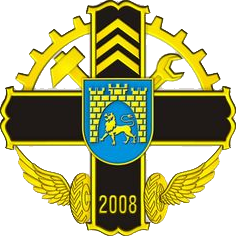
Нагрудний знак

## Історія
Військовий коледж сержантського складу створено відповідно до спільного наказу Міністерства оборони України та Міністерства освіти і науки України від 28.12.2007 р. № 698/1199 «Про заходи щодо створення Військового коледжу Львівського інституту Сухопутних військ імені гетьмана Петра Сагайдачного Національного університету "Львівська політехніка"» з метою оптимізації мережі вищих військових навчальних закладів та необхідністю організації підготовки військових фахівців автомобільного фаху з освітньо-кваліфікаційним рівнем «молодший спеціаліст» для Збройних Сил України.
Відповідно до постанови Кабінету Міністрів України від 13 травня 2009 року № 467 «Про заходи щодо подальшої оптимізації мережі вищих військових навчальних закладів та військових навчальних підрозділів вищих навчальних закладів» з 1 вересня 2009 року реорганізовано Львівський ордена Червоної Зірки інститут Сухопутних військ імені гетьмана Петра Сагайдачного, вивівши його із складу Національного університету «Львівська політехніка», шляхом перетворення в Академію сухопутних військ імені гетьмана Петра Сагайдачного (м. Львів) з утворенням в її складі військового коледжу сержантського складу.
У 2008 році у Військового коледжу сержантського складу був здійснений перший набір за спеціальністю «Ремонт та обслуговування автомобілів і двигунів».
У 2008 році відповідно до наказу Міністра оборони України від 13.08.2012 року № 530 до Військового коледжу сержантського складу Академії сухопутних військ переведені для подальшого навчання курсанти Військового коледжу сержантського складу Кам’янець-Подільського національного університету імені Івана Огієнка та Військового коледжу сержантського складу Національного технічного університету «Харківський політехнічний інститут» для подальшого навчання у Військовому коледжі сержантського складу Академії сухопутних військ імені гетьмана Петра Сагайдачного відповідно до спеціальностей підготовки за якими вони навчались.
З початку існування коледжу щороку здійснюються випуски професійних сержантів для Збройних Сил України.

## Загальна характеристика
Військовий коледж сержантського складу здійснює підготовку за освітньо-професійним ступенем «фаховий молодший бакалавр» з терміном навчання 2 - 2,5 роки та проводить курси підвищення кваліфікації сержантського складу середнього рівня з терміном навчання 3 місяці.
Основними завданнями Військового коледжу сержантського складу є:
- підготовка кваліфікованих кадрів для Збройних Сил України з числа громадян України;
- забезпечення виконання замовлення та інших угод на підготовку військових фахівців з фаховою передвищою освітою;
- впровадження освітньої діяльності з підготовки військових фахівців, яка включає навчальну, виховну, методичну і культурну діяльність;
- забезпечення умов для оволодіння системою знань про людину, природу і суспільство, військову справу;
- формування соціально зрілої, творчої особистості;
- виховання морально, психічно і фізично здорового покоління свідомих громадян української держави;
- виконання моральних норм і загальновизнаних принципів міжнародного права;
- формування громадянської позиції, патріотизму, власної гідності, готовності до військово-професійної діяльності на основі розвинутих, професійно важливих якостей, відповідальності за свою частку суспільства, держави і людства;
- забезпечення високих етичних норм у стосунках між військовослужбовцями, викладачами та курсантами, атмосфери доброзичливості і взаємної поваги;
- забезпечення набуття курсантами знань у певній галузі, підготовка їх до службової діяльності;
- підвищення кваліфікації педагогічних кадрів;
- військово-патріотична та культурно-просвітницька діяльність.

Військовий коледж здійснює підготовку військових фахівців сержантського (старшинського) складу за освітньо-професійними програмами фахової передвищої освіти відповідно до потреб, визначених Генеральним штабом Збройних Сил України.

### Спеціалізації підготовки військових фахівців[3]
| Шифр та найменування галузі знань                                | Код і назва спеціальності                         | Спеціалізація (освітньо-професійна програма)                                   |
| ---------------------------------------------------------------- | ------------------------------------------------- | ------------------------------------------------------------------------------ |
| 25 Воєнні науки, національна безпека, безпека державного кордону | 253 Військове управління (за видами Збройних Сил) | Управління діями підрозділів механізованих військ                              |
| 25 Воєнні науки, національна безпека, безпека державного кордону | 253 Військове управління (за видами Збройних Сил) | Управління діями підрозділів артилерії                                         |
| 25 Воєнні науки, національна безпека, безпека державного кордону | 254 Забезпечення військ (сил)                     | Електротехнічні системи військового призначення                                |
| 25 Воєнні науки, національна безпека, безпека державного кордону | 254 Забезпечення військ (сил)                     | Забезпечення військ (сил) ракетним паливом, пальним та мастильними матеріалами |
| 25 Воєнні науки, національна безпека, безпека державного кордону | 254 Забезпечення військ (сил)                     | Організація зберігання та обслуговування ракетно-артилерійського озброєння     |
| 25 Воєнні науки, національна безпека, безпека державного кордону | 254 Забезпечення військ (сил)                     | Організація харчування у військових частинах                                   |
| 25 Воєнні науки, національна безпека, безпека державного кордону | 254 Забезпечення військ (сил)                     | Організація зберігання військового майна                                       |
| 25 Воєнні науки, національна безпека, безпека державного кордону | 254 Забезпечення військ (сил)                     | Організація перевезень i управління на автомобільному транспорті               |
| 25 Воєнні науки, національна безпека, безпека державного кордону | 254 Забезпечення військ (сил)                     | Радіаційний та хімічний контроль                                               |
| 25 Воєнні науки, національна безпека, безпека державного кордону | 255 Озброєння та військова техніка                | Експлуатація доpожньо-будівельної, мостобудівної, інженерної техніки та майна  |
| 25 Воєнні науки, національна безпека, безпека державного кордону | 255 Озброєння та військова техніка                | Експлуатація інженерної техніки                                                |
| 25 Воєнні науки, національна безпека, безпека державного кордону | 255 Озброєння та військова техніка                | Експлуатація та ремонт бронетанкової техніки та озброєння                      |
| 25 Воєнні науки, національна безпека, безпека державного кордону | 255 Озброєння та військова техніка                | Обслуговування та ремонт автомобілів i двигунів                                |
| 26 Цивільна безпека                                              | 261 Пожежна безпека                               | Організація та техніка протипожежного захисту                                  |

## Керівництво[4]
- Начальник — полковник Целюх Ігор Миколайович;
- Заступник начальника з навчальної роботи - начальник навчального відділу — майор Томей Іван Іванович;
- Заступник начальника — підполковник Дуб'як Юрій Ярославович
- Заступник начальника з морально-психологічного забезпечення — підполковник Цепінь Віктор Ігорович;
- Головний сержант — штаб-сержант Поліщук Дмитро Миколайович